# Kurubarabettahalli, Pandavapura
Kurubarabettahalli là một làng thuộc tehsil Pandavapura, huyện Mandya, bang Karnataka, Ấn Độ.